# Vayuraptor
Vayuraptor (il cui nome significa "raptor del vento") è un genere estinto di primitivo dinosauro teropode celurosauro vissuto nel Cretaceo superiore, circa 130 milioni di anni fa (Barremiano), in quella che oggi è la Formazione Sao Khua, in Thailandia. Il genere contiene una singola specie, ossia V. nongbualamphuensis, conosciuto per un singolo esemplare fossile estremamente frammentario, che comprende principalmente elementi della gamba, i cui caratteri diagnostici della tibia e dell'astragalo, hanno permesso di distinguerlo da un altro possibile megaraptora rinvenuto nella stessa formazione, Phuwiangvenator.